# Alexandr I. (papež)
Svatý Alexandr I. byl 6. papežem katolické církve. Jeho pontifikát se datuje do let 105/106/107/109 – 115/116 (období pontifikátu nejasné). Alexandr I. byl patrně prvním římským biskupem, kterého zvolili věřící hlasováním.

## Život
Podle legendy zaznamenané v „Liber Pontificalis“ skončil mučednickou smrtí stětím na Via Nomentata v Římě 3. května. Podle téže legendy byl římským občanem narozeným v Římě a jeho pontifikát spadá do období vlády císaře Traiana (98–117).
Připisují se mu různá nařízení, např. aby při oběti mše svaté byl od věřících obětován pouze chléb a víno, aby k vínu byla přimíchávána voda a aby v chrámech i v domácnostech byla vždy uchovávána svěcená voda. Rovněž zavedl užití svěcené vody smíchané se solí k očištění křesťanských domácností od ďábelských vlivů (constituit aquam sparsionis cum sale benedici in habitaculis hominum). Do mešního obřadu zavedl kánon „Qui Pridie“.
V roce 1855 byla nedaleko Říma objevena hrobka s nápisem svědčícím, že zde byli pochováni mučedníci Alexander, Eventulus a Theodulus. Někteří archeologové věří, že tento Alexander je totožný s Alexandrem I. a místo je místem skutečného umučení svatého Alexandra. Jiní ovšem zpochybňují mučednickou smrt papeže Alexandra s tím, že jde o historické splynutí dvou různých osob.
Památku svatého Alexandra I. si katolická církev připomíná v den jeho údajného stětí 3. května.